# Rue d'Oran (Paris)
Pour les articles homonymes, voir Rue d'Oran.
La rue d'Oran est une voie du 18e arrondissement de Paris, en France.

## Situation et accès
La rue d'Oran est une voie publique située dans le 18e arrondissement de Paris. Elle débute au 3, rue Ernestine et se termine au 46 bis, rue des Poissonniers.
Elle est située dans le quartier où ont été groupés des noms rappelant les campagnes d'Algérie.

## Origine du nom
Le nom de la rue fait référence à la ville d'Oran en Algérie.

## Historique
La rue est ouverte sur la commune de La Chapelle en 1845, sous sa dénomination actuelle. 
Après le rattachement de cette commune à Paris par la loi du 16 juin 1859, la rue est officiellement rattachée à la voirie parisienne par un décret du 23 mai 1863, à la suite d'une délibération du conseil municipal de Paris du 6 février de la même année.